# Лутовінов Юрій Хрисанфович
Юрій Хрисанфович Лутовінов (1887, Луганськ — 7 травня 1924, Москва) — голова Ради народних комісарів Луганська, заступник голови РНК Донецько-Криворізької республіки, голова Луганського губвиконкому. Член ВЦВК. Член ЦК КП(б)У в липні — жовтні 1918 року.

## Біографія
Народився в Луганську в селянській родині. Закінчив початкову школу. З юнацьких років працював токарем на заводах.
Член РСДРП з 1904 року. У 1907—1910 роках перебував у партії соціалістів-революціонерів (есерів), потім повернувся до більшовиків.
Працював робітником паровозобудівного заводу Гартмана в Луганську, на заводах Олександрівська та Санкт-Петербурга. У 1905—1906 роках — член правління нелегальної Спілки металістів.
Був дев'ять разів заарештований, п'ять разів засуджений до заслання. Зокрема, відбував заслання в селі Долгая Щель Архангельської губернії та в Якутській області, обидва рази втікав.
У 1914 році обирався членом президії Спілки металістів у Петрограді. У 1916 році відряджений від ЦК РСДРП(б) в Донбас.
З березня 1917 року — член Луганського комітету РСДРП(б), голова Луганської Спілки металістів Катеринославської губернії. У грудні 1917 року обраний головою Донецько-Криворізької обласної конференції профспілок. 
У березні — квітні 1918 року — голова Ради народних комісарів Луганської області. Після об'єднання з Харківською РНК (10 квітня 1918 року) — заступник голови Ради народних комісарів Донецько-Криворізької республіки. На першому з'їзді Комуністичної партії (більшовиків) України в липні 1918 року обраний членом ЦК КП(б)У. Учасник громадянської війни, у 1918 році воював проти Краснова, в період гетьманщини в Українській державі працював у складі ЦК КП(б)У.
25 січня 1919 — 17 травня 1921 року — член Президії Всеросійської центральної ради професійних спілок (ВЦРПС).
10 грудня 1919 — 31 грудня 1920 року — секретар Всеросійського центрального виконавчого комітету (ВЦВК).
24 лютого — травень 1920 року — член колегії і завідувач промислово-технічного відділу Народного комісаріату робітничо-селянської інспекції РРФСР.
13 квітня 1920 — 17 травня 1921 року — секретар ВЦРПС.
18 серпня — вересень 1920 року — голова виконавчого комітету Донецької губернської ради (за іншими даними — Луганської повітової ради).
5 січня — 29 грудня 1921 року — секретар ВЦВК.
У 1920—1921 роках один з лідерів «робочої опозиції», яка виступила за колегіальне управління промисловістю і розгромленої Леніним на Х з'їзді РКП(б).
У вересні 1921 — січні 1922 року — заступник торгового представника РРФСР у Німеччині.
З січня 1922 по 7 травня 1924 року — голова ЦК Профспілки робітників і службовців народного зв'язку.
22 вересня 1922 — 7 травня 1924 року — кандидат у члени Президії ВЦРПС. У грудні 1923 — 7 травня 1924 року — завідувач тарифно-економічного відділу ВЦРПС.
Розчарувавшись у НЕПі і зростаючій бюрократизації партії, 7 травня 1924 року вчинив самогубство. «Не міг примиритися з повільним розвитком соціалістичного будівництва і покінчив самогубством в травні 1924», — вказує енциклопедичний словник Гранат].
Похований на Новодівочому цвинтарі у Москві.